# Мадалене (Кунео)
Мадалене је насеље у Италији у округу Кунео, региону Пијемонт.
Према процени из 2011. у насељу је живело 221 становника. Насеље се налази на надморској висини од 394 м.